# Rico Steinemann
 (juin 2022).
Si vous disposez d'ouvrages ou d'articles de référence ou si vous connaissez des sites web de qualité traitant du thème abordé ici, merci de compléter l'article en donnant les références utiles à sa vérifiabilité et en les liant à la section « Notes et références ».
Gianwirco « Rico » Steinemann (né le 16 juin 1939 à Zurich et mort le 12 juin 2003) est un journaliste suisse, pilote de course et directeur de course chez Porsche.

## Carrière

### Journaliste
Rico Steinemann est déjà journaliste de sport automobile depuis plusieurs années lorsqu'il fonde le magazine Powerslide en 1963 avec le pilote de course et graphiste Arthur Blank et le caricaturiste René Schöni. Dans les années 1960, le magazine devient la référence pour les reportages de course, les portraits de pilotes, la photographie et la mise en page dans les magazines de sport automobile germanophones. Steinemann se rend à des courses avec de nombreux pilotes et rend compte longuement de ses aventures et de ses expériences. Sa description des efforts de course de son ami Joseph Siffert en Amérique du Nord lui vaut des prix. Lorsque Powerslide est renommé Powerslide-Motorsport Aktuell en 1975, Steinemann avait démissionné.
Après avoir été directeur de course chez Porsche et passé deux ans dans l'industrie suisse de la publicité, Steinemann revient au journalisme sportif en 1974. Jusqu'en 1978, il dirige le magazine des clients de Porsche Christophorus, est commentateur sur les courses de Formule 1 pour la Schweizer Fernsehen et est membre du comité d'organisation du salon international de l'automobile de Genève. À partir de 1978, il est attaché de presse de Mercedes-Benz en Suisse pendant de nombreuses années.
Pendant son temps libre, il écrit des livres, notamment sur la Porsche 928 et le pilote de course Tazio Nuvolari.

### Pilote de course
Sa carrière de pilote commence au début des années 1960 dans des courses de côte et des slaloms automobiles, qui sont exemptés de l'interdiction des sports motorisés en Suisse. Il fait sa première apparition internationale lors de la course de 500 km sur le Nürburgring en 1962. Steinemann conduit une Steyr-Puch 500 D dans la course qui fait partie du championnat du monde des voitures de sport 1962 et termine la course avec son partenaire Peter Scherrer à la 36e place au général.
Dans les années suivantes, il intervient pour l'équipe de Karl Foitek, la Scuderia Filipinetti et la Squadra Tartaruga dans le Deutsche Rennsport Meisterschaft, le Championnat d'Europe FIA des voitures de tourisme et le championnat du monde des voitures de sport. Il termine les 24 Heures du Mans 1967 avec son partenaire Dieter Spoerry au volant de la Filipinetti-Ferrari 275 GTB/C à la 11e place du classement général et remporte la catégorie Grand tourisme. Son plus grand succès en tant que pilote est lors de son dernier départ. Aux 24 Heures du Mans 1968, lui et Spoerry terminent deuxièmes au général dans la Porsche 907.
Le 29 octobre 1967, les quatre pilotes de course suisses Joseph Siffert, Dieter Spoerry, Charles Vögele et Rico Steinemann établissent plusieurs records de distance dans une Porsche 911R dans l'Autodromo nazionale di Monza. 15 000 kilomètres sont parcourus à une vitesse moyenne de 210,220 km/h, 72 heures à une moyenne de 209,94 km/h, 10 000 milles à une moyenne de 210,28 km/h et, malgré le brouillard et une légère pluie, des records de 20 000 km et 96 heures de conduite sont conclues.
En 1978, Rico Steinemann est l'un des pilotes du record avec la version III de la Mercedes-Benz C111. Lorsque la tentative de record commence le 30 avril 1978 à minuit sur le circuit de Nardò, Steinemann est rejoint par le l'ancien vainqueur du Mans et journaliste Paul Frère et le responsable des essais pilotes Mercedes-Benz Guido Moch dans l'équipe de 3 pilotes. Lors de la première tentative de record, Steinemann a un pneu éclaté sur la face escarpée à 320 km/h, mais réussit à rattraper la voiture. Lors de la deuxième tentative, le trio de pilotes réussit à atteindre une vitesse moyenne de 316 km/h pendant les douze heures de route.

### Directeur de course
Pendant l'année 1968, la direction de Porsche est à la recherche d'un nouveau directeur de course pour l'équipe d'usine, car la collaboration de longue date avec Fritz Huschke von Hanstein est difficile. Ferry Porsche et le responsable du développement Ferdinand Piëch sont de moins en moins satisfaits de ce qu'ils considèrent comme des méthodes de gestion dépassées et ne croient plus que von Hanstein, qui est chez Porsche depuis 1951, est capable de mener l'équipe à la victoire au Mans et dans le championnat du monde de voitures de sport.
Au printemps 1969, Steinemann est présenté comme le nouveau directeur de course, il remporte deux titres dans le championnat du monde des voitures de sport avec Porsche. Malgré le succès, ce sont deux années difficiles en raison des disputes à répétition avec Ferdinand Piëch. Piëch se considère comme le véritable chef d'équipe, il remet en question à plusieurs reprises les décisions de Steinemann et interfère dans ses compétences. Bien que Porsche gagne au Mans en 1970 et 1971, les deux succès ne viennent pas des voitures d'usine. En 1970, Hans Herrmann et Richard Attwood gagnent dans la Porsche 917 de Porsche Salzbourg, l'équipe de la mère de Piëch, Louise. En 1971, Helmut Marko et Gijs van Lennep s'imposent dans la 917 de Hans-Dieter Dechent. À la fin de la saison 1971, Porsche met fin à l'engagement de l'équipe d'usine pendant quelques années et met fin au contrat de Steinemann.

## Vie privée
Dans les dernières années de sa vie, Rico Steinemann, passionné d'alpinisme et de navigation, vit avec sa femme Marianne à Russikon près de Zurich. Son fils Dieter Steinemann est joueur professionnel de hockey sur glace pendant quelques années, puis travaillr comme banquier d'affaires. Rico Steinemann meurt en juin 2003 après de longs problèmes de santé et deux crises cardiaques.